# Amyndeo
Amyndeo (griechisch Αμύνταιο [aˈmindɛɔ] (n. sg.), alternative Transkriptionen Amynteo, Amyntaio; Name bis 1928 Sorovits Σόροβιτς bzw. Sorovitz maz./bulg. Сорович oder Сурович oder Суровичево, türk. Soroviç) ist eine Gemeinde in der griechischen Region Westmakedonien. Von den 16.973 Einwohnern wohnen 4.306 in der Kleinstadt Amyndeo.
Die Gemeinde liegt im gleichnamigen Weinbaugebiet Amyndeo.

## Geographie
Das Gebiet der Gemeinde Amyndeo erstreckt sich in Nordost-Südwest-Richtung im Nordosten Westmakedoniens. Es bedeckt ungefähr den nordwestlichen Teil der antiken makedonischen Landschaft Eordaia, deren südwestlicher Teil entspricht etwa dem Gebiet der südöstlichen Nachbargemeinde Eordea. Nach Norden grenzt Amyndeo an die Gemeinde Florina, deren Gebiet der antiken Lynkestis entspricht, von der die Ebene von Eordea und die Gemeinde Amyndeo durch gut 30 km lange Ausläufer des östlichen Verno-Gebirges geschieden werden. Das Dorf Nymfeo im Südwesten befindet sich in diesen Bergen. Nordöstlich grenzt die Gemeinde Edessa an Amyndeo, die Gemeindegrenze verläuft durch den Vegoritida-See. Am südwestlichen Ende der Gemeinde setzt sich das Gemeindegebiet in die Berge fort, südwestlich der Ortschaft Lechovo in rund 900 Metern Höhe stößt das Gemeindegebiet an jenes der Gemeinde Kozani.
Vier größere Seen sind mit ihren schilfbewachsenen Uferlandschaften prägend für das Landschaftsbild der Gemeinde: Der größte ist der Vegoritida-See im Nordosten, westlich davon befindet sich der Petres-See, im Südwesten der Zazari- und der Chimaditida-See, die etwas höher liegen und zum Petres-See hin abfließen. Die drei kleineren Seen befinden sich vollständig auf dem Gebiet der Gemeinde.
Neben der landschaftlich dominierenden Ebene von Eordea erstreckt sich im Nordosten das Gemeindegebiet nördlich des Petres-Sees auf die südwestlichen Ausläufer und Vorgebirge des Voras (Kaimaktsalan). Der höchste Punkt des Gemeindegebietes ist der im Norden gelegene Berg Liliakos (Höhe 1.192 m). An seinen nördlichen Abhängen befindet sich das Dorf Kella (oder Kelli), in dessen Umgebung die antike römische Siedlung Kella vermutet wird. Nordöstlich von Kella beginnen die südwestlichen Ausläufer des Piperitsa (Höhe 1.998 m) auf dem Territorium der Gemeinde Florina. Die nordöstliche Grenze der Gemeinde Amyndeo stellt der Berg Varo (Höhe 989 m) dar, welcher unmittelbar nördlich des Dorfes Agios Pandelimonas am westlichen Ufer des Vegoritida-Sees liegt. 
Die hügeligen und bergigen Landschaften im Gemeindegebiet zeichnen sich durch Verkarstung aus; die Vegetation ist überwiegend spärlich und besteht vorwiegend aus Gräsern und Büschen. Waldgebiete finden sich im Gemeindegebiet lediglich im Bereich von Xino Nero und im Südwesten der Gemeinde an den Ausläufern des Verno. 
Die Kleinstadt Amyndeo, größte Siedlung und Sitz der Gemeinde, befindet sich in der Ebene von Eordea, etwa 2 km südsüdwestlich des Petres-Sees. Die ebenen Landstriche um Amyndeo und Filotas werden intensiv landwirtschaftlich genutzt und weisen daher keine unberührten Abschnitte auf. 
Vom Gemeindesitz Amyndeo aus liegt Florina etwa 25 km ostnordöstlich, die Stadt Ptolemaida in der Gemeinde Eordea 19 km in südsüdöstlicher Richtung ist 19 km entfernt, nach Thessaloniki im Osten beträgt die Entfernung 108 km und nach Athen 350 km in südöstlicher Richtung.

## Geschichte
Der Zeitpunkt der Besiedlung des gegenwärtigen Stadtgebietes von Amyndeo ist nicht exakt überliefert. Auf dem Gebiet der Gemeinde lassen sich Siedlungsspuren bereits aus der Frühgeschichte nachweisen. Die Seen Petres und Vegoritida mitsamt der südlich angrenzenden Ebene von Eordaia waren bereits in der Frühzeit ein bevorzugtes Siedlungsgebiet von Menschen. 

### Alte Handelswege
Im weiteren Verlauf der Geschichte erlangte die verkehrsmäßige und strategische Lage insbesondere des nördlichen Gemeindegebietes von Amyndeo Bedeutung, da durch das Gebiet in der Antike die Via Egnatia von Byzanz über Thessaloniki nach Dyrrachium führte. Hier befand sich der westliche Kontrollpunkt bei der Berg-Passage der Via Egnatia aus der zentralmakedonischen Tiefebene zur Ebene von Eordaia. Neben der wichtigen Ost-West-Verkehrsachse erlangte insbesondere in der Neuzeit die Verkehrsachse von Norden nach Süden durch die Ebene von Eordaia Bedeutung. Der Klidi-Pass stellte und stellt den Übergang zwischen dem nördlichen Teil der Ebene von Eordaia mit den Siedlungen Florina und Bitola (Manastir in osmanischer Zeit) und dem südlichen Teil der Ebene von Eordaia mit den Siedlungen Kozani und Ptolemaida (Kailar in osmanischer Zeit) dar. Über Kozani und dem weiter südlich gelegenen Servia war und ist eine Verbindung in den nordöstlichen Teil der thessalischen Ebene gegeben. Diese Bedeutung als Verkehrsknotenpunkt bzw. Kontrollpunkt von Verkehrsachsen spiegelt sich auch heute noch im Verlauf von Straßen- und Schienenwegen wider. Sie wurde durch die bewaffneten Auseinandersetzungen in dieser Region während mehrerer Kriege unterstrichen.

### Antike Siedlungen
Eine neolithische Siedlung konnte in der Nähe des Dorfes Agios Pandelimonas nachgewiesen werden. Russische Archäologen gruben hier 1897 die Überreste der Siedlung auf der Landbrücke zwischen dem Petres- und Vegoritida-See aus, darunter eine Nekropole mit 376 Gräbern mitsamt Grabbeigaben. Die ausgegrabenen Gegenstände befinden sich heute im archäologischen Museum von Istanbul. In der weiteren Umgebung von Agios Pandelimonas wurden Überreste weiterer Siedlungen aus der Bronze- und Eisenzeit entdeckt. Aufgefunden wurde ein 7.300 Jahre alter Fußboden aus Holz in sehr gut erhaltenem Zustand. Weiterhin wurden 358 Gräber einer Nekropole entdeckt, mitsamt der darin enthaltenen Grabbeigaben. Offensichtlich war das Gebiet der Gemeinde Amyndeo spätestens seit dem 6. Jahrtausend vor Christus ständig bewohnt. Nordwestlich und westlich von Agios Pandelimomas auf dem Gebiet der Ortschaft Kella (Kelli) werden die Überreste der römischen Siedlung Cella (Cellae, Kella) vermutet, deren Position schriftlich überliefert ist. Diese Siedlung soll in römischer Zeit entstanden sein und hatte die Funktion einer Zwischenstation auf der Trasse der antiken Via Egnatia, welche nördlich des Petres-Sees von Byzanz über Thessaloniki nach Dyrrachium verlief. Eine Sicherung der Position der antiken Siedlung Kella durch Ausgrabungen ist bisher allerdings nicht erfolgt. Eine weitere antike Siedlung befand sich auf dem Berg Gradiska nördlich von Amyndeo und nordwestlich des Dorfes Petres sowie am südwestlichen Ufer des Petres-Sees. Die Überreste dieser Siedlung werden gegenwärtig ausgegraben.

### Spätantike und Mittelalter
Eordaia, und damit auch das Gemeindegebiet von Amyndeo, wurde unter dessen König Philipp II. Bestandteil des Königreiches Makedonien. Es blieb unter makedonischer Oberhoheit bis zur Niederlage des Königreichs Makedonien unter Perseus in der Schlacht von Pydna 168 v. Chr. gegen ein Heer des Römischen Reiches. Infolge der makedonischen Niederlage wurde die Landschaft Eordaia Bestandteil der römischen Provinz Macedonia und blieb dies bis zur Reichsteilung 395 n. Chr. Der Bau und Betrieb der Via Egnatia bescherte der Region Eordaia einen wichtigen Status, was sich in den antiken Siedlungen von Kella und Petres manifestierte. Nach Aufteilung des Römischen Reiches in einen West- und Ostteil 395 n. Chr. fiel das Gemeindegebiet von Amyndeo an das oströmische Reich, dem späteren byzantinischen Reich. Durch die Lage an der Via Egnatia hatte das Gebiet weiter hervorgehobene Bedeutung, da die Via Egnatia die in Süditalien gelegenen Reichsteile und die in Griechenland und in Kleinasien gelegenen Reichsteile verband. Die bisherige Bevölkerungsstruktur der Eordaia wurde ab dem 7. Jahrhundert n. Chr. durch den Zuzug von Slawen dauerhaft verändert und in den folgenden Jahrhunderten mit dem bulgarischen Reich umkämpft.

### Neuzeit
Die Ortschaften Agios Pandelimonas, Petres und Kella sind offensichtlich durchgängig seit der Antike besiedelt. Im Gegensatz dazu entstand die Kleinstadt und zugleich der Gemeindesitz Amyndeo laut schriftlichen Quellen erst in der Mitte des 18. nachchristlichen Jahrhunderts. Bei Gründung dieser Siedlung sollen Familien aus den umliegenden Bergdörfern in die fruchtbare Ebene umgezogen sein. Die Bezeichnung der Ortschaft bzw. Siedlung zur damaligen Zeit war Sorovits bzw. Soroviç. Ende des 18. Jahrhunderts geriet die Siedlung an der Stelle des heutigen Amyndeo unter die Herrschaft von Ali Pascha Tepelena (Pascha von Ioannina). Ende des 19. Jahrhunderts wurde Sorovits als „Landgut“ (türk. çiftlik, griech. tsiflíki/τσιφλίκι) Rauf Pascha (griech. Reouf Pasa, türk. Rauf Paşa) übereignet.
Die Bevölkerungsstruktur der Gemeinde Amyndeo wandelte sich entsprechend dem Verlauf der Geschichte. Die Bevölkerung von Sorovits scheint überwiegend osmanischen Ursprungs gewesen zu sein; ein griechischer Bevölkerungsteil befand sich zum damaligen Zeitpunkt in der Minderheit. Sicher siedelten in Sorovits auch slawische Mazedonier bzw. Bulgaren.
1892 begann für Sorovits durch die Fertigstellung der Eisenbahnstrecke Thessaloniki-Edessa-Florina-Monastir ein neues Zeitalter. Die Trasse verlief über Sorovits und schloss die Siedlung mittels eines Bahnhofes an die Bahnstrecke an. Beim Ilinden-Aufstand 1903 war Amyndeo (Sorovits) zweimal Ort von bewaffneten Auseinandersetzungen zwischen den Aufständischen und osmanischen Truppen. Am 7. August 1903 besiegen vier osmanische Bataillone mit Artillerie 1.700 bulgarische (damaliger Sprachgebrauch) Aufständische. 150 Aufständische werden knapp eine Woche später in der Umgebung von Sorovits (Amyndeo) durch osmanische Truppen getötet. Der erste Balkankrieg 1912 bringt den Verlust der osmanischen Herrschaft über Sorovits mit sich: Es fällt nach heftigen Kämpfen an Griechenland. Die griechische Armee kann am 18. Oktober 1912 Sorovits erstmals erobern. Nur vier bis sechs Tage später gelingt den osmanischen Streitkräften eine Rückeroberung der Kleinstadt. Die erneut hergestellte osmanische Herrschaft währt allerdings nur knapp einen Monat: am 23. November 1912 wird Sorovits endgültig von griechischen Truppen eingenommen. Unter griechische Herrschaft wurde die Ortschaft mit einer Einwohnerzahl von mehr als 4.000 Stadtgemeinde (Dimos). Der erste Bürgermeister der Stadt war Grigorios Nikolaidis.

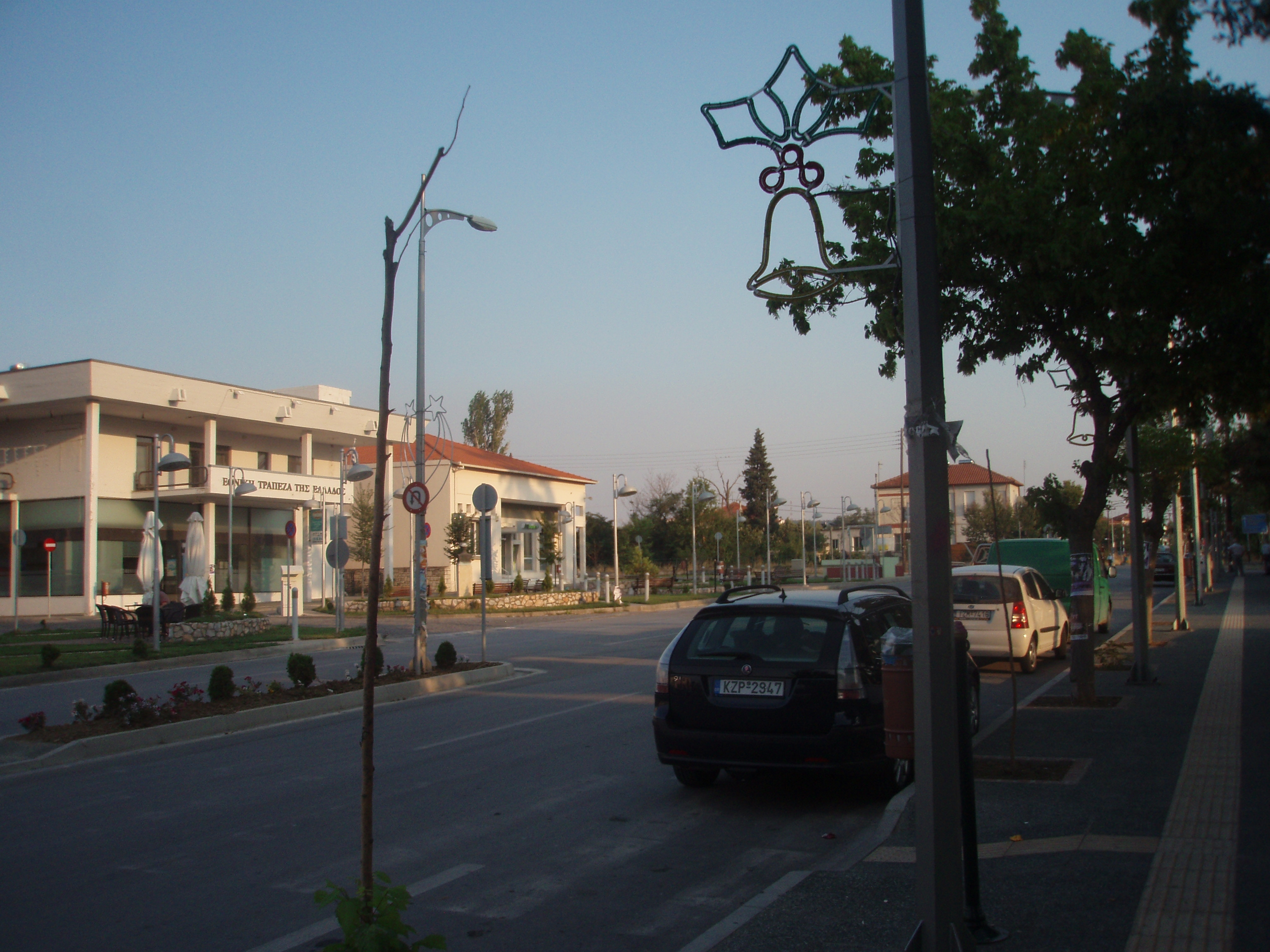
Die Hauptstraße im Zentrum der Kleinstadt Amyndeo

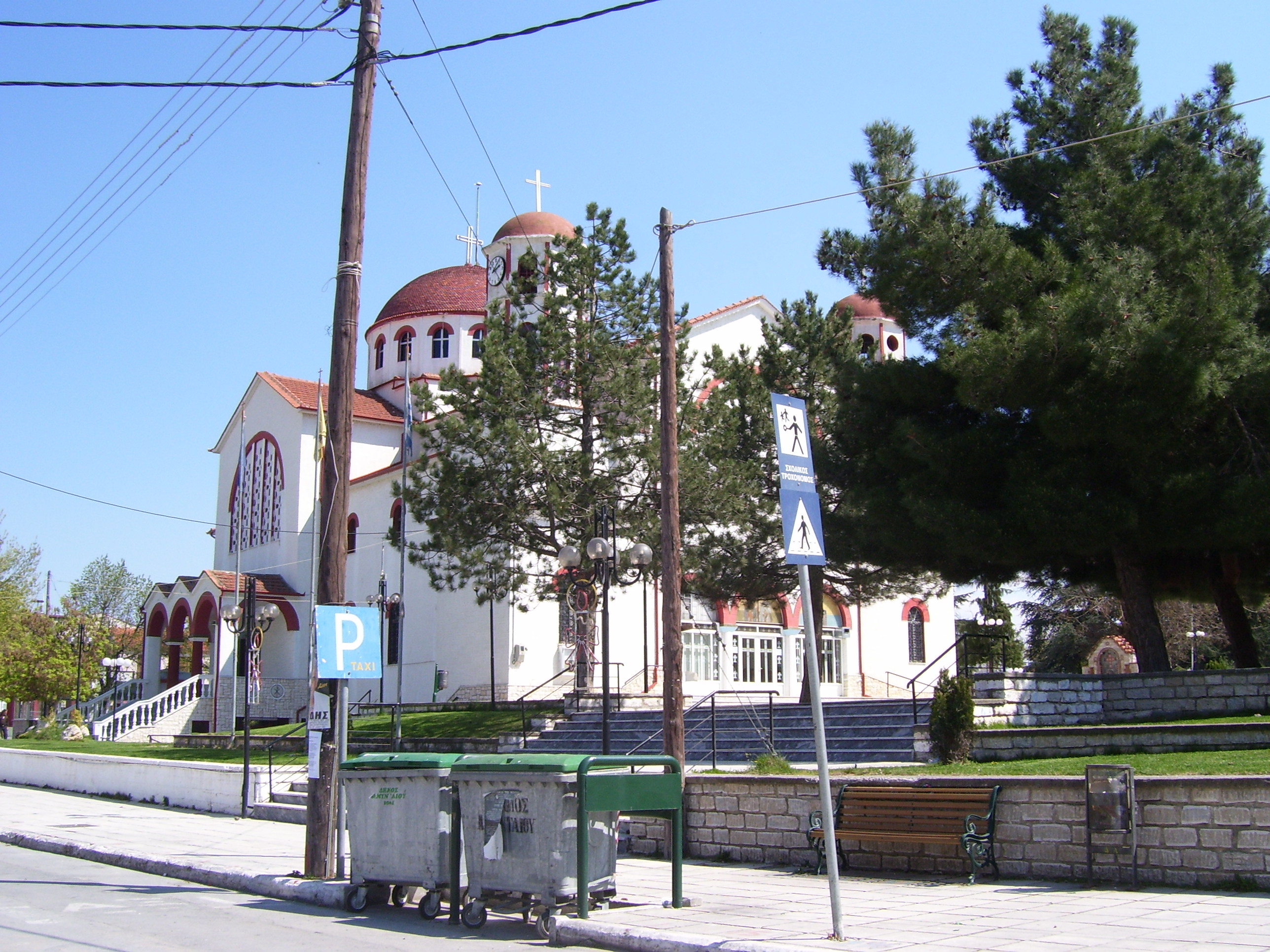
Griechisch-Orthodoxe Kirche im Zentrum von Amyndeo

#### Erster Weltkrieg
Im Ersten Weltkrieg war Sorovits wiederholt Schauplatz von bewaffneten Auseinandersetzungen zwischen den alliierten Truppen Serbiens, Englands und Frankreichs und den Mittelmächten mit Bulgarien, Österreich-Ungarn und dem deutschen Reich. Nach dem Angriff von Österreich-Ungarn auf Serbien wurde Serbien von den Streitkräften der Mittelmächte (einschl. Bulgarien nach dessen Eintritt in den Krieg auf Seiten der Mittelmächte) erobert. Die serbische Armee wurde dabei aus Serbien in Richtung Montenegro an die Adriaküste getrieben und anschließend von französischen Schiffen auf die Insel Korfu gebracht. Trotz des Kriegsbeitritts Bulgariens, welches nach dem verlorenen zweiten Balkankrieg 1913 gegenüber Griechenland noch Gebietsansprüche mit Bezug auf Zentral- und Ostmakedonien sowie Westthrakien hatte, wurde bis 1916 die griechische Nordgrenze infolge der griechischen Neutralität zu Beginn des Ersten Weltkrieges respektiert. Mit der Landung französischer und britischer Truppen in Thessaloniki 1915 blieb die griechische Neutralität offiziell zwar bis 1917 bestehen, de facto trat Griechenland allerdings den alliierten Mächten der Entente bei. Am 19. Juni 1916 begannen bulgarische Truppen ihren Vormarsch auf griechisches Staatsgebiet nördlich von Florina. Nach zunächst nur geringen Kämpfen gelang den bulgarischen Streitkräften am 18. August 1916 die Einnahme der Stadt Florina. Die griechischen Truppen in den betroffenen Gebieten nahmen an den Kampfhandlungen nicht teil und verhielten sich neutral. Die Bevölkerung Florinas floh vor den anrückenden bulgarischen Truppen in Richtung Sorovits. In den nachfolgenden Tagen entbrannten um die Höhenzüge des Liliako und des Klidi-Passes Kämpfe zwischen den bulgarischen und serbischen Truppen. Am 22. August fiel Vevi an die Bulgaren, einen Tag später eroberten die Bulgaren die Höhenzüge des Liliakos östlich des Klidi-Passes und am 24. August erreichten die bulgarischen Streitkräfte das Ufer des Vegoritida-Sees (Ostrovo-See) und somit das spätere Gemeindegebiet von Amyndeo. Am 25. August gelang den serbischen Streitkräften die Rückeroberung von Hügeln im Liliakos-Massiv. In den darauffolgenden Tagen wurde auch Sorovits von den bulgarischen Truppen eingenommen. Am 13. September 1916 eroberten serbische und französische Truppen Sorovits von den Bulgaren zurück. Vier Tage später waren die Höhenzüge des Klidi-Passes mit dem Mala Reka unter serbischer und somit alliierter Kontrolle.

#### Zwischen den Weltkriegen
1918 wurde Sorovits wieder eine Landgemeinde (Kinotita). Möglicherweise steht dies im Zusammenhang mit einer unter 4.000 Einwohner gesunkenen Bevölkerungszahl. Nach der griechischen Niederlage am Ende des Griechisch-Türkischen Krieges 1922 kam es im Vertrag von Lausanne 1923 zur Vereinbarung eines „Bevölkerungsaustauschs“ zwischen Griechenland und der Türkei. 1,5 Millionen Griechen mussten daraufhin Kleinasien, Ostthrakien und die Schwarzmeerküste verlassen, 0,5 Millionen Türken wurden aus ihren angestammten Siedlungsgebieten in Nordgriechenland vertrieben. Die mehrheitlich türkischstämmigen Einwohner von Sorovits werden von dieser „Regelung“ mit erfasst und müssen die Stadt verlassen. Anstelle der türkischen Bewohner wurden in Amyndeo griechische Flüchtlinge aus Kleinasien, Ostthrakien und von der Schwarzmeerküste angesiedelt.
1928 erfolgte die Umbenennung der Ortschaft Sorovits in Amyndeo durch Erlass des griechischen Staatspräsidenten Pavlos Koundouriotis. Namenspatron war der makedonische König Amyntas III. Bereits 1926 wurden die heutigen Gemeindeteile außer der Kleinstadt Amyndeo umbenannt (alter Name in Klammern): Xyno Nero (Exisou oder Eksisou), Rodonas (Gioulents), Sotir (Soter), Kelli (Gornicevo), Fanos (Spantsi) und Klidi (Tserovo).

#### Zweiter Weltkrieg
Nach der Schlacht von Vevi und dem Durchbruch der britisch-australisch-neuseeländisch-griechischen Verteidigungslinien des Klidi-Pass nördlich von Amyndeo wurde Amyndeo am 12. April 1941 von Truppen der deutschen Wehrmacht im Rahmen des Unternehmens Marita im Zweiten Weltkrieg erobert. Amyndeo blieb anschließend von deutschen Truppen bis zum 6. November 1944 besetzt. Zwei Jahre nach dem Ende der deutschen Besatzung wurde Amyndeo wieder eine Stadtgemeinde (Dimos).

#### Griechischer Bürgerkrieg
Im griechischen Bürgerkrieg von 1946 bis 1949 war Amyndeo öfters Schauplatz von Kämpfen zwischen den linksgerichteten Aufständischen unter kommunistischer Führung und der regulären, eher rechtsgerichteten griechischen Armee. In der Nacht zum 28. April 1947 griffen die Aufständischen die Stadt Amyndeo an. Ziele waren die Kaserne der griechischen Armee, die Wohnung des örtlichen Polizeikommandanten und die Kaserne der Bewachung des Kraftwerkes. Der Angriff erfolgte von 23 bis 4 Uhr; anschließend zogen sich die Aufständischen zurück. Gleichzeitig wurden das Polizeiquartier in der Ortschaft Xino Nero sowie die Kaserne in Kato Vevi angegriffen. Am 16. August 1947 sprengten die Aufständischen einen Abschnitt der Eisenbahnlinie zwischen Florina und Thessaloniki. Am 12. September 1947 begann die griechische Armee und Polizei eine Gegenoffensive gegen die Aufständischen. Dabei wurden militärische Operationen in den Ortschaften Pedino, Rodana und Petrochori durchgeführt. Infolge dieser Aktionen der griechischen Streitkräfte sollen sich die Aufständischen weiter in das umliegende Bergland zurückgezogen haben. Am 20. Januar 1948 wird ein Bus durch eine Mine gesprengt, wobei sevhs Menschen getötet und sechs weitere verletzt werden. Diese Aktion führte bereits am 22. Januar 1948 zu einer erneut sogenannten „Säuberungsaktion“ der griechischen Armee und Polizei zwischen Amyndeo und Xino Nero. Am 15. Oktober 1948 kommt zu einem Mörserangriff der Aufständischen gegen Amyndeo. Gleichzeitig werden die Ortschaften Lakka und Filota von Aufständischen angegriffen. Am 18. Januar 1949 kommt es bei Amyndeo und Flambouro zu schweren Gefechten zwischen der griechischen Armee und den Aufständischen. Auf Seiten der griechischen Armee wird die Luftwaffe mit 35 Angriffsflügen und Bombardierungen gegen die geschätzt 600 Aufständischen eingesetzt. Bei diesen Kämpfen kamen 75 Aufständische ums Leben; über die Zahl der Opfer auf Seiten der griechischen Armee gibt es keine Angaben. Am 17. April 1949 greifen Aufständischen mit zwei Luftabwehrgeschützen und zwei Gebirgsgeschützen vom Berg Vitsi her kommend Amyndeo aus dem Westen und Süden an. Die Garnison der griechischen Armee sowie die lokale Polizei wehren den Angriff ab und verfolgen die Aufständischen in der Ebene südwestlich von Amyndeo Richtung Berge. Auf Seiten der Armee fordern die Kämpfe zwei Tote und 16 Verletzte, auf Seiten der Aufständischen 112–121 Tote und 53–72 Gefangene. Erneut wurden die Aufständischen unter Einschluss von Luftangriffen bekämpft. Trotz der Verluste bei dem Angriff auf Amyndeo war die Kampfbereitschaft der Aufständischen nicht gebrochen. Am 10. Mai 1949 griffen Aufständische das Dorf Petres nördlich von Amyndeo an. Der Angriff wurde abgewehrt. Der Angriff auf das Dorf Petres war der letzte Angriff der Aufständischen auf das Gebiet der heutigen Gemeinde Amyndeo. Der griechische Bürgerkrieg endet zwei Monate später mit der endgültigen Niederlage der aufständischen Streitkräfte im Gebiet des Berges Gramos.
Am 6. August 1949 werden Mitglieder der Unterstützungsorganisation der Aufständischen in Amyndeo vor Gericht gestellt. Insgesamt 150 Menschen werden vor dem Militärgericht in Florina angeklagt. Die Bahnstrecke Florina-Amyndeo-Thessaloniki wird am 17. August 1950 durch den griechischen Ministerpräsidenten Nikolaos Plastiras wieder eröffnet.

#### Gemeindereform 1997

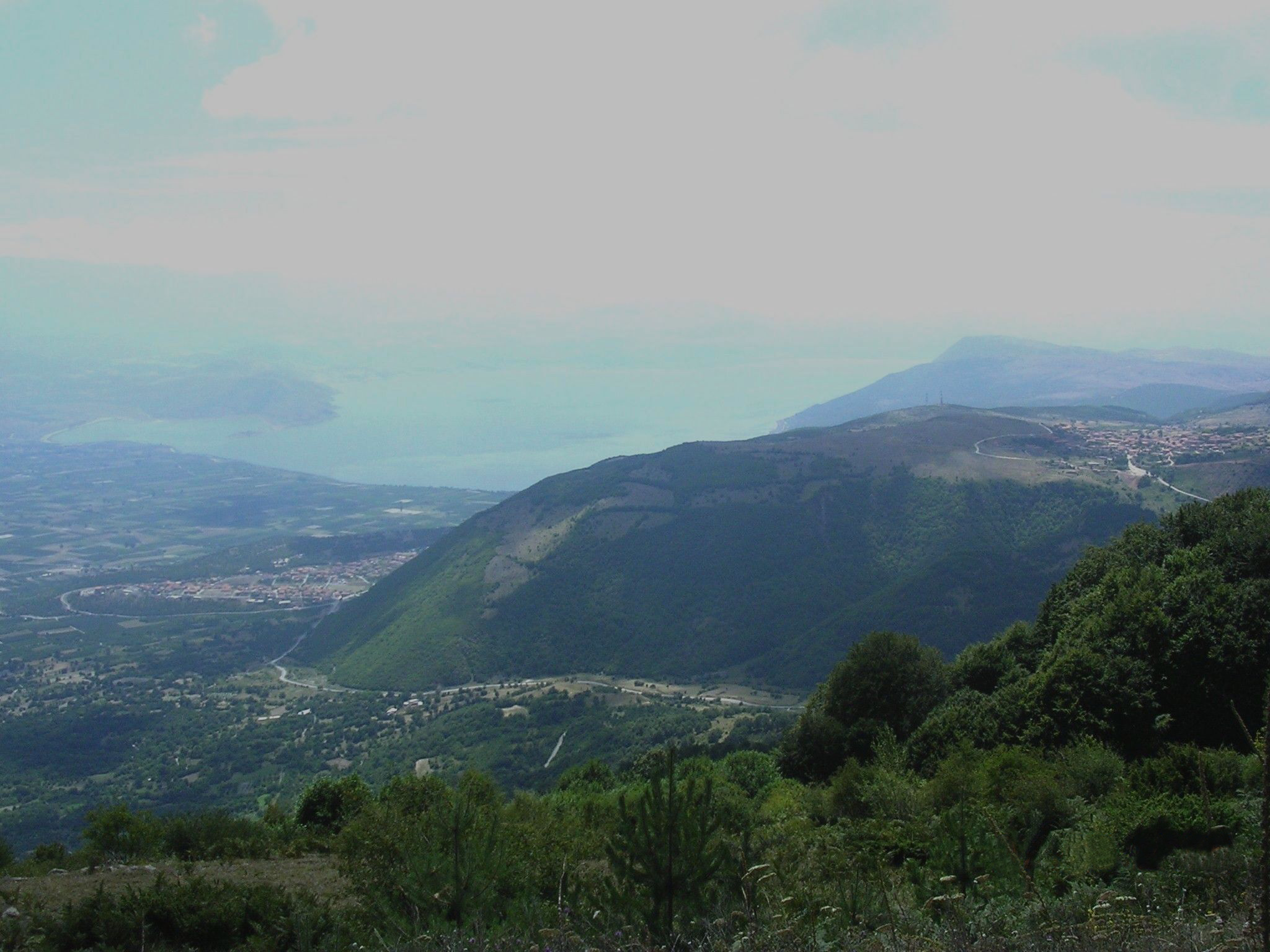
Blick auf den Vegoritida-See von Norden. Auf Seehöhe das Dorf Agios Athanasios, auf dem Berg rechts das Dorf (Gemeindebezirk) Kelli (Kella) der Gemeinde Amyndeo.

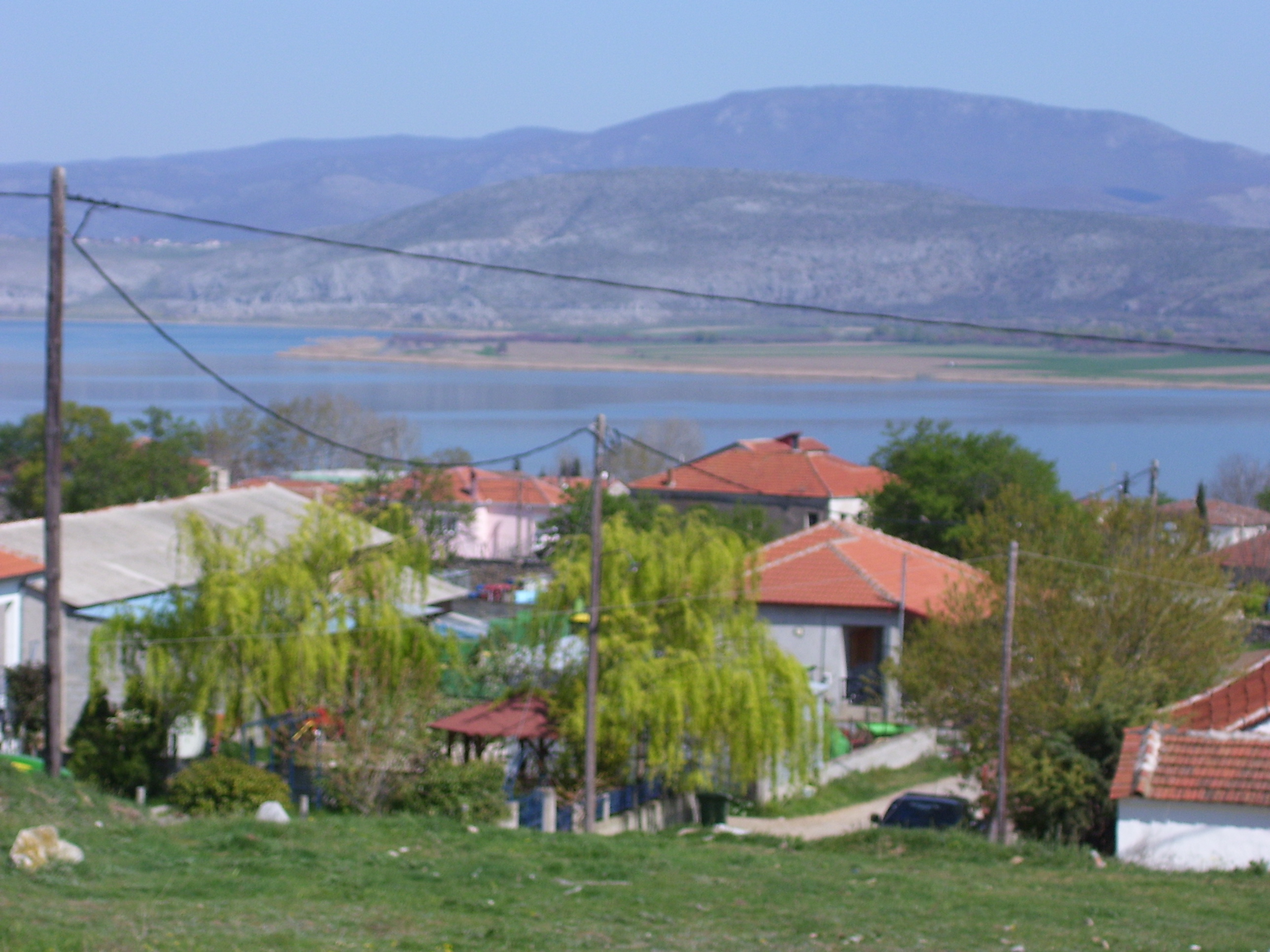
Das Dorf Agios Pandelimonas im gleichnamigen Gemeindebezirk. Im Hintergrund der Vegoritida-See

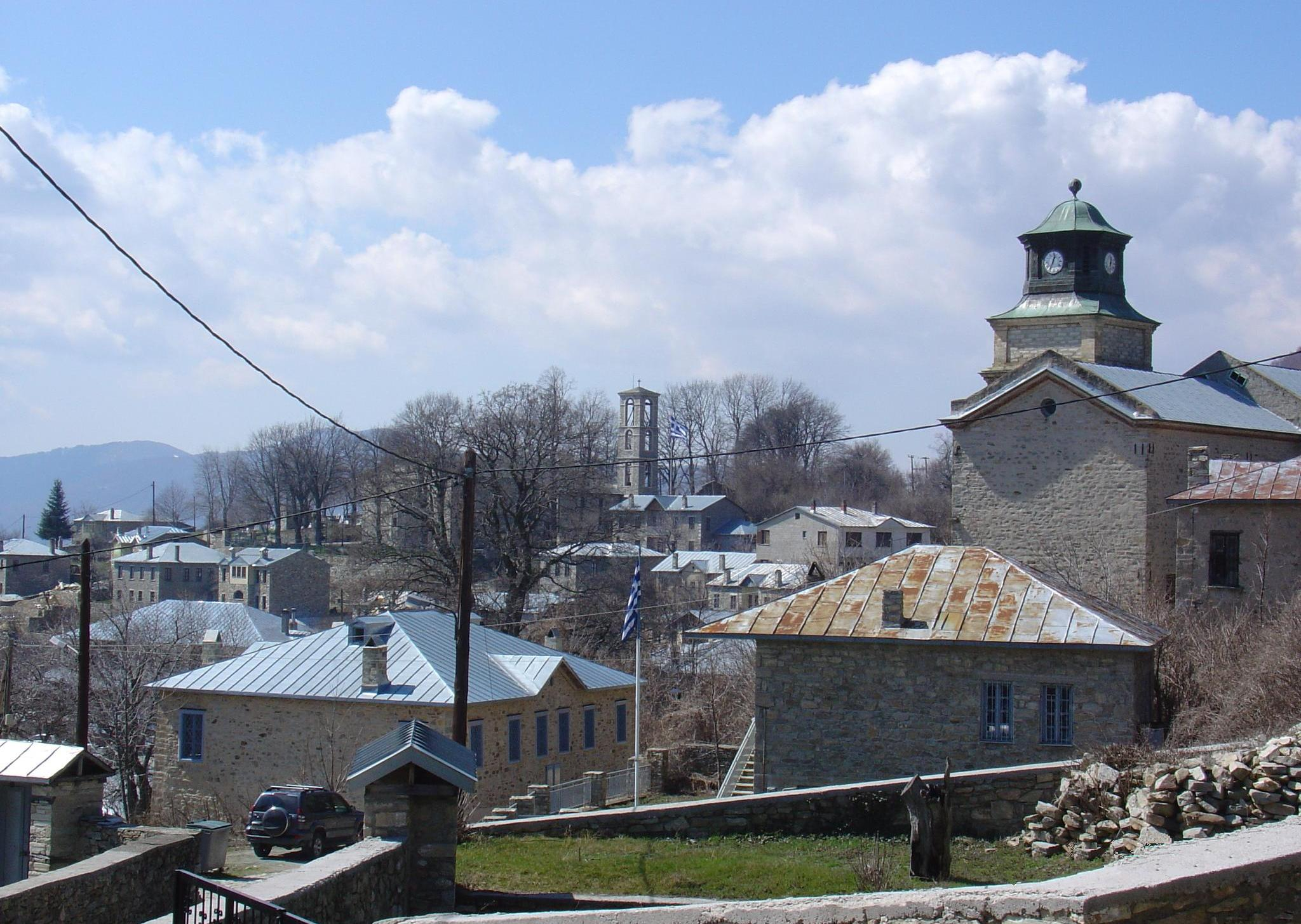
Das Dorf Nymfeo

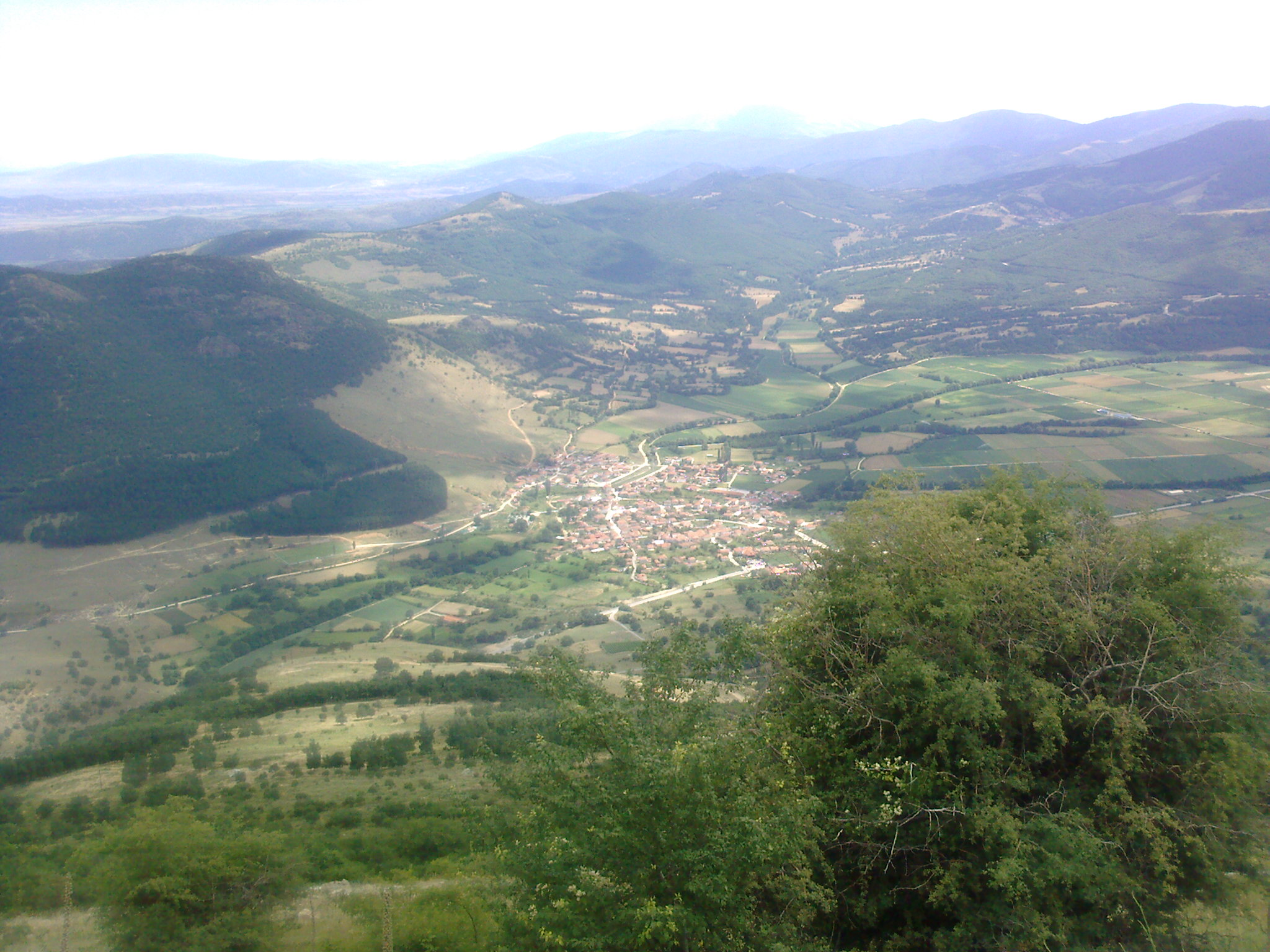
Das Dorf Sklithro

1997 wurde im Rahmen der Reform der griechischen Kommunalverwaltung die zuvor eigenständige Stadtgemeinde (Dimos) Amyndeo mit 7 weiteren eigenständigen Landgemeinden (Kinotites) zur deutlich größeren Stadtgemeinde Amyndeo zusammengefasst. Hierbei wurden nicht nur Ortschaften in unmittelbarer Nähe zu Amyndeo der neuen Gemeinde zugeschlagen, auch die Ortschaft Agios Pandelimonas am Nordufer des Petres-See in 8 km Entfernung und die noch weiter nördlich gelegene Ortschaft Kella (Kelli) wurden Bestandteil der Gemeinde Amyndeo bei nicht einfach zu nutzenden Verkehrsverbindungen. Die Kleinstadt Amyndeo selbst stellte mehr als die Hälfte der Bevölkerung der neuen Gemeinde.

#### Verwaltungsreform 2010
Mit der Verwaltungsreform wurde das Gebiet der Gemeinde mehr als verdoppelt, die seit 1997 in dieser Form bestehenden Nachbargemeinden Aetos, Filotas, Lechovo, Nymfeo und Variko wurden mit Amyndeo fusioniert und bilden seither Gemeindebezirke in der neuen Gemeinde Amyndeo, ebenso wie die bis dato bestehende Gemeinde selbst. Die Gemeinde ist weiter in den Stadtbezirk Amyndeo und 25 Ortsgemeinschaften untergliedert. Der Gemeindesitz befindet sich in der Stadt Amyndeo.
| Gemeindebezirk | griechischer Name          | Code   | Fläche (km²) | Einwohner 2011 | Stadtbezirk / Ortsgemeinschaften (Δημοτική / Τοπική Κοινότητα)                 | Lage |
| -------------- | -------------------------- | ------ | ------------ | -------------- | ------------------------------------------------------------------------------ | ---- |
| Amyndeo        | Δημοτική Ενότητα Αμυνταίου | 170201 | 248,596      | 7612           | Amyndeo, Agios Pandeleimonas, Lella, Kleidi, Xino Nero, Petres, Rodonas, Fanos |      |
| Aetos          | Δημοτική Ενότητα Αετού     | 170202 | 137,092      | 2952           | Agrapidees, Aetos, Anargyri, Asprogia, Valtonera, Limnochori, Pedino, Sklithro |      |
| Variko         | Δημοτική Ενότητα Βαρικού   | 170203 | 021,933      | 0638           | Variko                                                                         |      |
| Lechovo        | Δημοτική Ενότητα Λεχόβου   | 170204 | 022,889      | 1115           | Lechovo                                                                        |      |
| Nymfeo         | Δημοτική Ενότητα Νυμφαίου  | 170205 | 028,376      | 0132           | Nymfeo                                                                         |      |
| Filotas        | Δημοτική Ενότητα Φιλώτα    | 170206 | 131,294      | 4524           | Andigonos, Vegora, Levea, Maniaki, Pelargos, Farangi, Filotas                  |      |
| Gesamt         | Gesamt                     | 1702   | 590,180      | 16973          |                                                                                |      |

## Wirtschaft

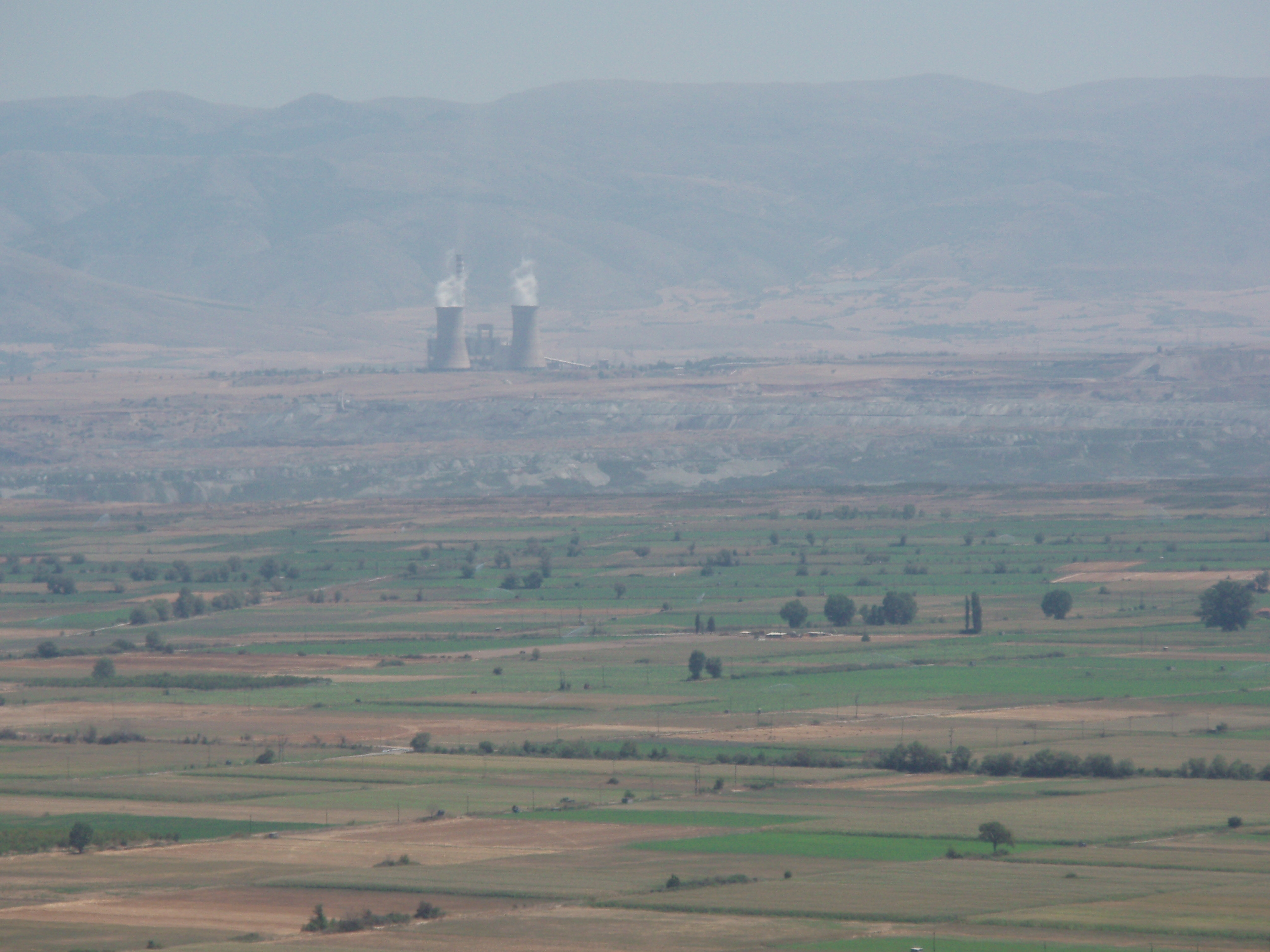
Lignit-Tagebau und Lignit-Kraftwerk von Amyndeo.

### Erwerbswirtschaft
Die Wirtschaft in Amyndeo hatte bis zur Entdeckung der ausgedehnten Lignit- bzw. Braunkohle-Vorkommen in der Ebene von Eordaia die Landwirtschaft als ihr hauptsächliches Standbein. Neben dem Anbau von Getreide war in Amyndeo seit langem der Anbau von Wein von herausgehobener wirtschaftlicher Bedeutung. Der Anbau von Wein soll bereits in der Antike erfolgt sein. Das Anbaugebiet ist das höchstgelegene in Griechenland mit einer Höhe von 600 bis 750 m über dem Meeresspiegel. Die dem Weinbau gewidmete Fläche beträgt dabei 7.500 Hektar, auf denen die Rebsorten Xinomavro und Poploka angebaut werden. Weine aus Amyndeo werden in Griechenland als Weine überdurchschnittlicher Qualität eingestuft. Eine Kellerei wurde in Amyndeo 1960 errichtet und produziert gegenwärtig 750.000 Flaschen Wein pro Jahr. Es werden Rot-, Weiß- und Roséweine hergestellt. Auch der Tresterschnaps Tsipouro wird in Amyndeo hergestellt. Ab 2008 soll der Anbau von Kartoffeln in Amyndeo eine Kartoffelchips-Fabrik beliefern. Neues wirtschaftliches Standbein von Amyndeo ist neben dem Anbau von Wein die Gewinnung von Lignit bzw. Braunkohle. Wie die gesamte Ebene von Eordaia ab dem Norden von Kozani befinden sich auch im Gebiet von Amyndeo erhebliche Vorkommen dieses fossilen Brennstoffs: die Reserven werden im Bereich Ptolemaida-Amyndeo auf 2,1 Millionen Tonnen Lignit taxiert. Er wird im Tagebau südwestlich von Amyndeo gefördert und zur Energiegewinnung beispielsweise im Kohlekraftwerk von Filota benutzt; 12 % der griechischen Förderung von Lignit werden in Amyndeo durchgeführt. Der Brennwert der griechischen Braunkohle ist im internationalen und innergriechischen Vergleich allerdings gering. Die Verbrennung zwecks Verstromung produziert auch eine erhebliche Umweltbelastung, welche in Amyndeo allerdings weniger deutlich sichtbar und spürbar ist wie in den Nachbarortschaften Ptolemaida und Filota. Vorteilhaft bezogen auf die Umweltbedingungen ist das Vorhandensein einer Fernwärmeversorgung für Amyndeo. Diese wird durch die nahegelegenen Kohlekraftwerke mit einer Leistung von 40 MWth realisiert.

### Armee
In Amyndeo ist das 28. Infanterie-Regiment der 1. Griechischen Armee stationiert. Die Kaserne befindet sich am westlichen Eingang der Kleinstadt.

## Verkehr

### Straße

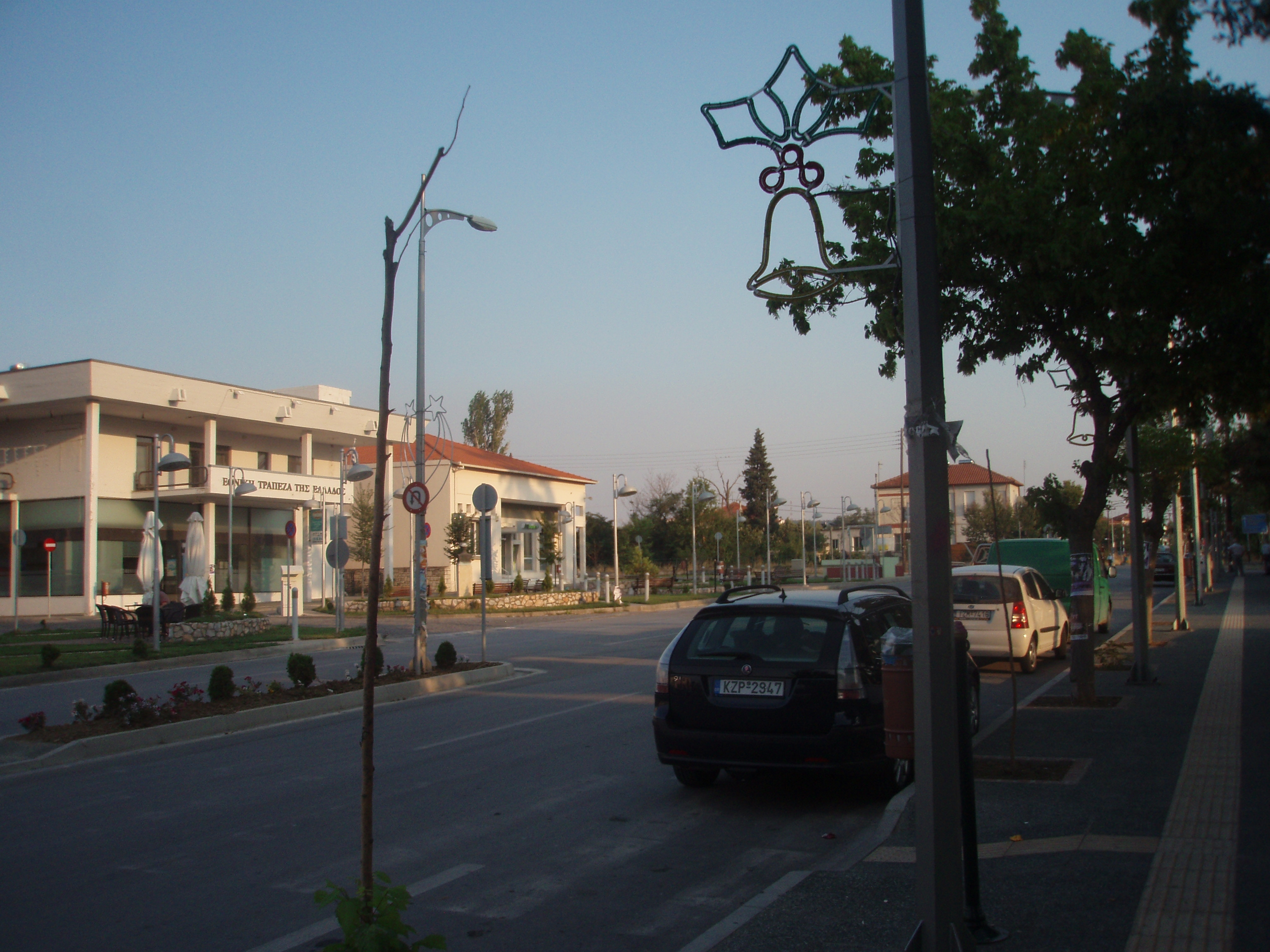
Hauptstraße in Amyndeo

Amyndeo liegt in unmittelbarer Nähe (ca. 2 km) eines wichtigen Verkehrsknotenpunktes in der Präfektur Florina. Im Westen der Kleinstadt verläuft die Nationalstraße 3 (Europastraße 65) gemeinsam mit der Nationalstraße 2 (Europastraße 86) von Florina und Vevi im Norden bzw. Nordwesten aus kommend nach Ptolemaida und Kozani im Süden. Der hierbei nordwestlich von Amyndeo gelegene Klidi-Pass stellte in der Vergangenheit ein Nadelöhr für den Verkehr aufgrund der kurvenreichen Trasse und des schlechten Ausbauzustandes der Straße dar. In den Wintermonaten kam es zudem zu Sperrungen des Klidi-Passes durch Schneefälle. Seit 2004 ist die Nationalstraße 2 bzw. 3 neu trassiert freigegeben worden und hat den vorbestehenden Engpass beseitigt. Westlich von Amyndeo zweigt die Nationalstraße 2 von der Nationalstraße 3 ab und führt von Westen nach Osten in Richtung Edessa und Thessaloniki. Bis in die 1990er Jahre führte ein Teilstück der Nationalstraße 2 mitten durch die Kleinstadt, seit Ende der 1990er Jahre wird Amyndeo von der Nationalstraße 2 umgangen. Nach Westen führt über die Ortschaften Aetos und Lechovo und anschließend den Klisoura-Pass zwischen dem Sinisiatiko im Süden und dem Vitsi im Norden eine Straße nach Kastoria.
Amyndeo ist ein Knotenpunkt des öffentlichen Busverkehrs in der Präfektur Florina. Die KTEL-Busse, welche den Überlandverkehr in Griechenland realisieren, passieren Amyndeo in kurzen Taktabständen mit Verbindungen nach Florina, Thessaloniki, Ptolemaida und Kozani.

### Schiene

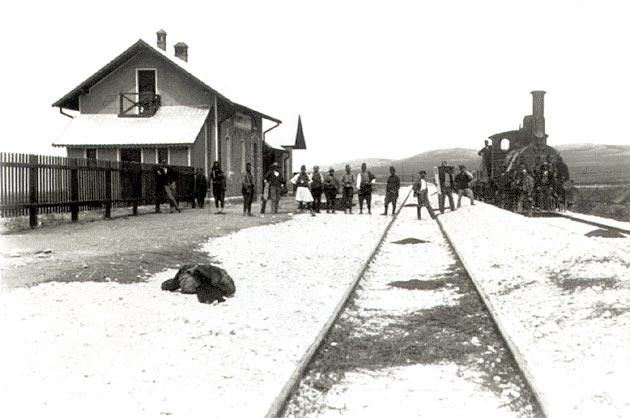
Bahnhof von Amyndeo, 1894.

Die Bahnstrecke Thessaloniki–Florina führt entlang des Westufers des Vegoritida-Sees aus Nordosten kommend nach Amyndeo hinein. Im Bahnhof von Amyndeo schließt eine Nebenstrecke nach Ptolemaida und weiter bis Kozani an. Die Hauptstrecke passiert Amyndeo in einem von Nordosten nach Nordwesten geführten Bogen und verläuft anschließend im Wesentlichen parallel zur alten Trasse der Nationalstraßen 2 und 3 über den Klidi-Pass nach Vevi und weiter nach Florina. Von 2002 bis Ende 2006 wurde die Strecke umfangreich Instand gesetzt. Seit dem 19. Januar 2007 ist sie wieder in Betrieb. Ein Ausbau mit Wiederaufnahme des Anschlusses nach Bitola in Nordmazedonien sowie der Weiterbau der Trasse nach Kalambaka und Ioannina ist geplant.

## Sehenswürdigkeiten
- Petres-See
- Vegoritida-See
- Antike Siedlung Petres

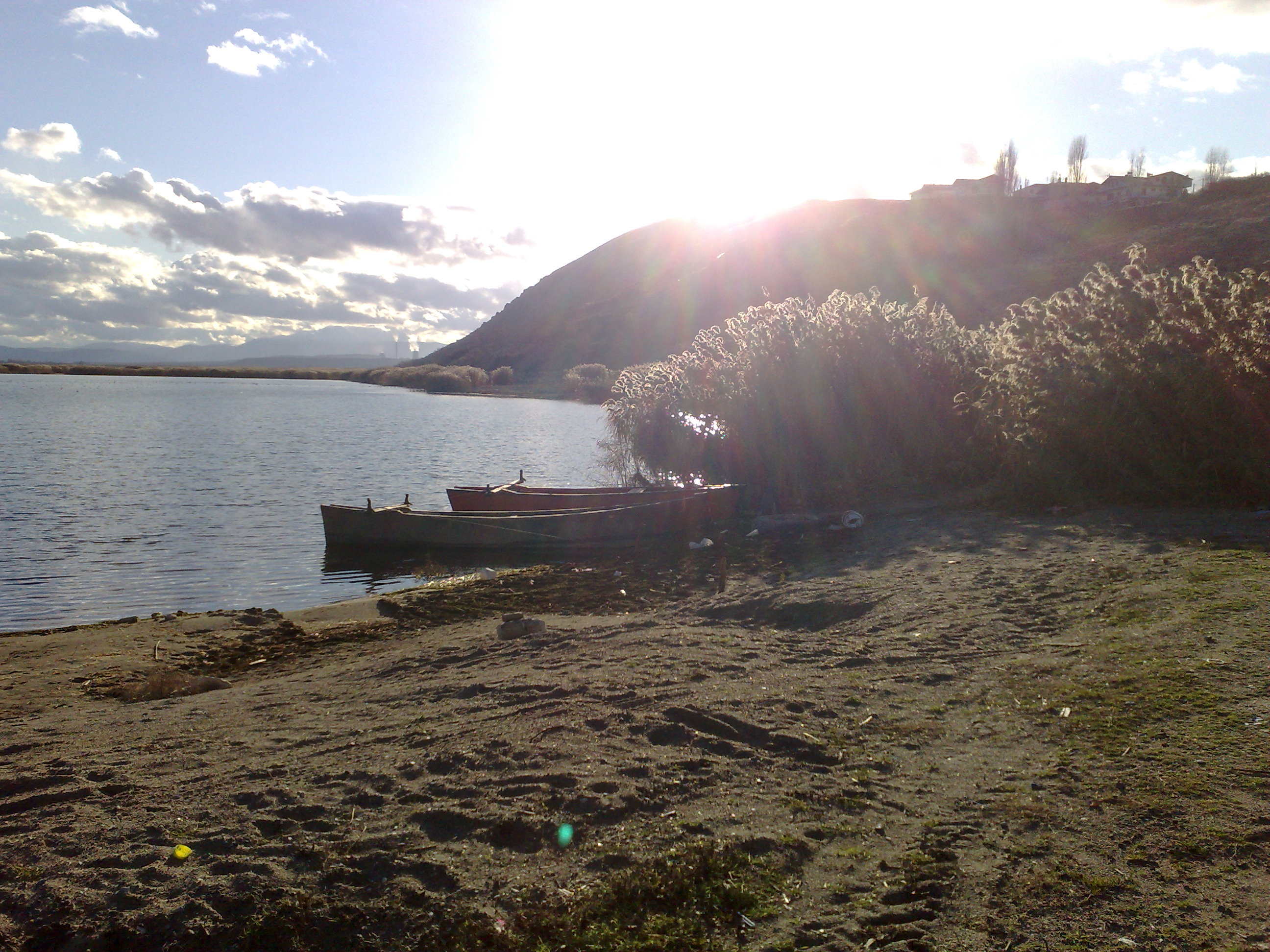
Der Vegoritida-See

- Neolithische Siedlung und Nekropole Agios Pandelimonas